# Uloborus cubicus
Uloborus cubicus är en spindelart som först beskrevs av Tamerlan Thorell 1898. Uloborus cubicus ingår i släktet Uloborus och familjen krusnätsspindlar.
Artens utbredningsområde är Myanmar. Inga underarter finns listade i Catalogue of Life.